# Ернесто Кастано
Ернесто Кастано (італ. Ernesto Castano; нар. 2 травня 1939, Чинізелло-Бальсамо — 5 січня 2023) — колишній італійський футболіст, захисник.
Насамперед відомий виступами за клуб «Ювентус», а також національну збірну Італії.
Триразовий чемпіон Італії. Триразовий володар Кубка Італії. У складі збірної — чемпіон Європи.

## Клубна кар'єра
Вихованець футбольної школи клубу «Бальсамезе».
У дорослому футболі дебютував 1956 року виступами за команду клубу «Леньяно», в якій провів один сезон, взявши участь у 26 матчах чемпіонату.

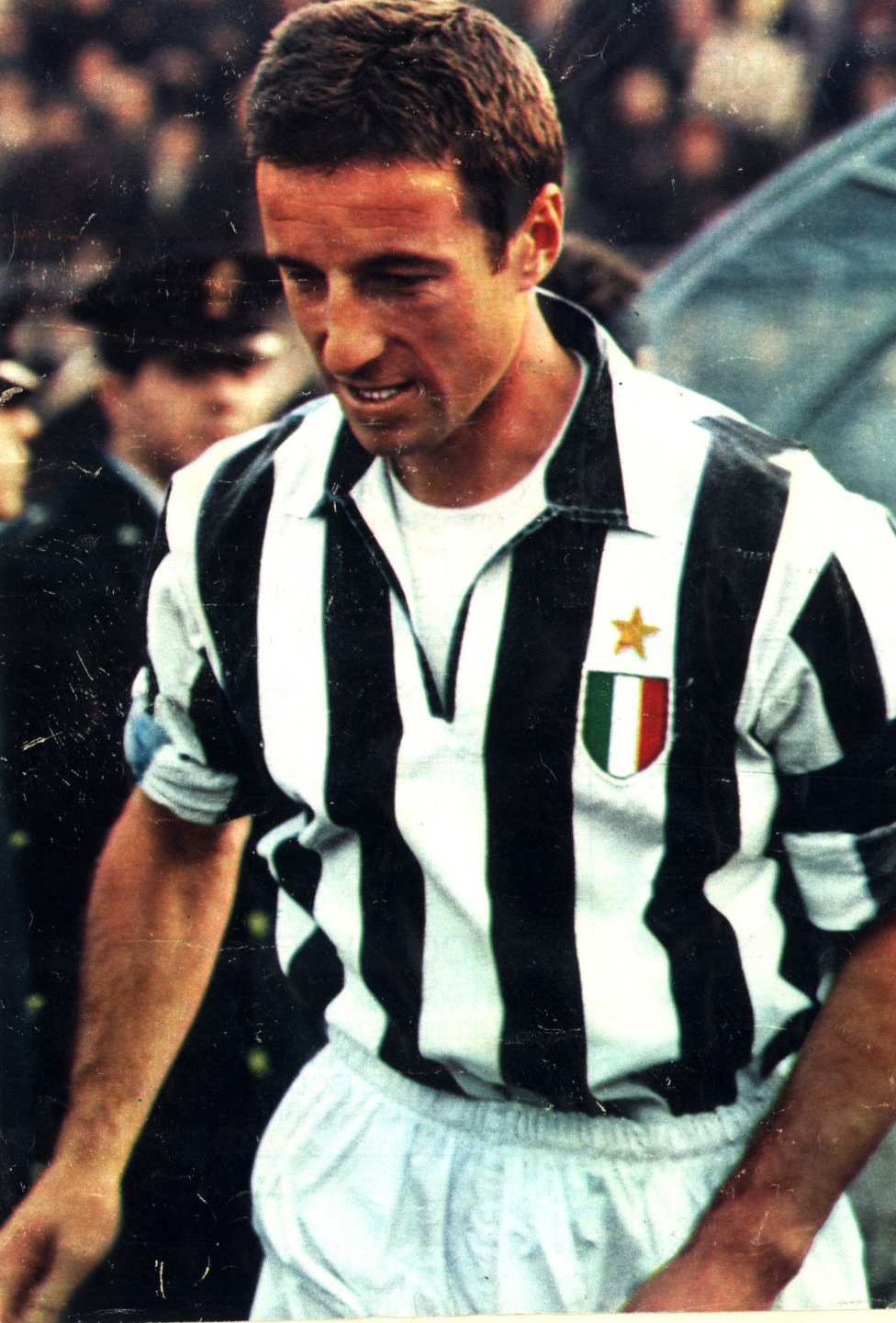
Ернесто Кастано під час виступів за «Ювентус». 1967 рік.

Протягом 1957—1958 років захищав кольори команди клубу «Трієстина».
Своєю грою за останню команду привернув увагу представників тренерського штабу клубу «Ювентус», до складу якого приєднався 1958 року. Відіграв за «стару синьйору» наступні дванадцять сезонів своєї ігрової кар'єри. Більшість часу, проведеного у складі «Ювентуса», був основним гравцем захисту команди. За цей час тричі виборював титул чемпіона Італії, ставав володарем Кубка Італії (також тричі).
Завершив професійну ігрову кар'єру у клубі «Ланероссі», за команду якого виступав протягом 1970—1971 років.

## Виступи за збірну
1959 року дебютував в офіційних матчах у складі національної збірної Італії. Протягом кар'єри у національній команді, яка тривала 11 років, провів у формі головної команди країни лише 7 матчів. У складі збірної був учасником домашнього чемпіонату Європи 1968 року, на якому італійці здобули титул континентальних чемпіонів.

## Подальше життя
3 липня 1968 року разом із кількома іншими футболістами Кастано заснував Асоціацію італійських футболістів (AIC) у Мілані.
Після завершення ігрової кар'єри він повернувся до «Ювентуса», де протягом 1970-х років працював тренером у молодіжному секторі.
Кастано помер 5 січня 2023 року у віці 83 років.

## Титули і досягнення
- Чемпіон Італії (3):

«Ювентус»: 1959–60, 1960–61, 1966–67
- Володар Кубка Італії (3):

«Ювентус»: 1958–59, 1959–60, 1964-65
- Чемпіон Європи (1):

 Італія: 1968